# كأس فرنسا 1999–2000
كأس فرنسا 1999–2000 (بالفرنسية: Coupe de France de football 1999-2000)‏ هو الموسم 83 من كأس فرنسا. أشرف على تنظيمه اتحاد فرنسا لكرة القدم، وكان عدد الأندية المشاركة فيه 6096، وفاز فيه نادي نانت.